# Arn
Arn – rzeka we Francji, przepływająca przez tereny departamentów Hérault oraz Tarn, o długości 45 km. Stanowi prawy dopływ rzeki Thoré.